# Petrogale persephone
Petrogale persephone é uma espécie de marsupial da família Macropodidae. Endêmica da Austrália, onde é restrita a Queensland.